# Saab 340
Il Saab 340 è un aereo di linea regionale bimotore turboelica, caratterizzato da una configurazione alare ad ala dritta a sbalzo montata bassa, prodotto dall'azienda svedese Saab dagli anni ottanta fino al 2005.
Nato come primo progetto di aviazione civile dell'azienda svedese risulta detenere il primato di essere tra gli aerei più sicuri nella storia dell'aviazione civile.

## Storia del progetto
Sviluppato congiuntamente dalla Saab-Scania svedese e dalla Fairchild Aircraft Corporation americana in risposta alle norme di omologazione della Federal Aviation Administration e della European Joint Airworthiness Requirements, il Saab-Fairchild SF-340 pressurizzato volò in Svezia per la prima volta il 25 gennaio 1983.
Gli SF-340A di serie entrarono in servizio passeggeri il 14 giugno 1984.
Nel novembre 1985 la Fairchild si ritirò dal progetto, da allora l'aereo è noto come Saab 340A.

## Tecnica

### Struttura
Monoplano ad ala bassa a sbalzo è dotato di carrello triciclo anteriore (dotato di due ruote per ogni gamba); la struttura principale è completamente metallica anche se alcune parti sono state realizzate con l'impiego di materiali compositi.

### Motore
La propulsione del velivolo è affidata ai motori turboelica General Electric CT7, in varianti diverse a seconda della versione del velivolo.

## Versioni
Oltre alla versione base, 340A, ne fu prodotta una versione migliorata, 340B, nel 1989, che aveva motori più potenti e un Impennaggio verticale ampliato.
Contemporaneamente allo sviluppo del Saab 2000, nel 1994, venne prodotta la versione 340B Plus, a partire dalla quale sono stati sviluppati:
- il 340 Cargo, per il trasporto per sole merci;
- il 340 SAR, dedicato alla ricerca e soccorso (Search And Rescue, SAR), di cui sono stati comprati alcuni esemplari addirittura dal Giappone;
- il 340 AEW&C, una versione militare equipaggiata con un potente radar, per il controllo aereo.

La produzione di nuovi aeroplani di questo tipo è cessata nel 2005.

## Utilizzatori
La diffusione del Saab 340, in tutte le sue versioni, interessa compagnie aeree presenti in tutti i continenti, dall'Europa all'Asia, le Americhe, l'Australia e l'Africa.

### Civili
Argentina
- TAPSA Aviacion

 Australia
- Hazelton Airlines
- Kendell Airlines
- Macair

 Canada
- CAE Aviation

1 Saab 340B ISR equipaggiato della suite elettronica AGOMS (Air Ground Operational Management System) ceduto in leasing all'Armée de l'Air et de l'Espace a partire dal 29 aprile 2024.

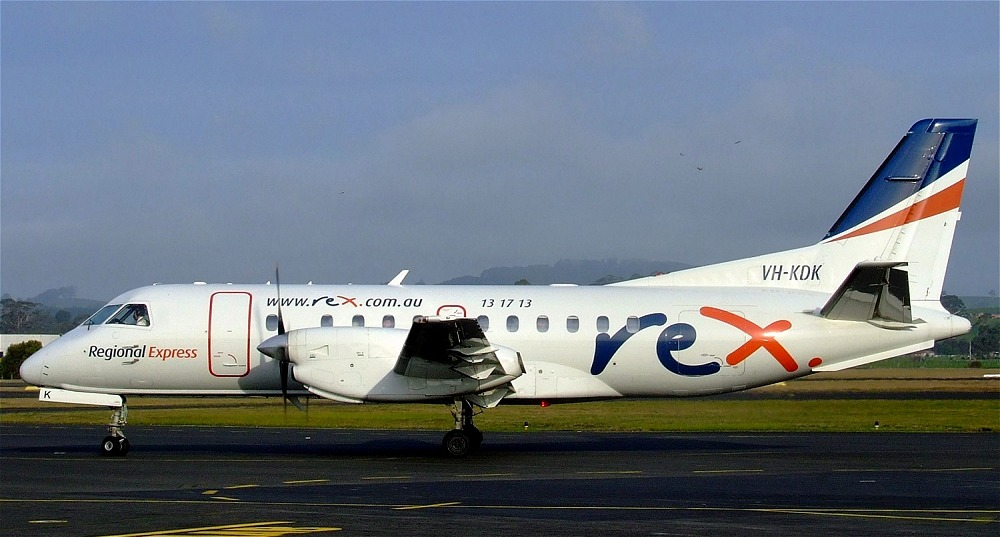
Saab 340A VH-KDK 27 agosto 2007 Aeroporto Burnie-Wynyard. Il primo Saab 340 consegnato in Australia

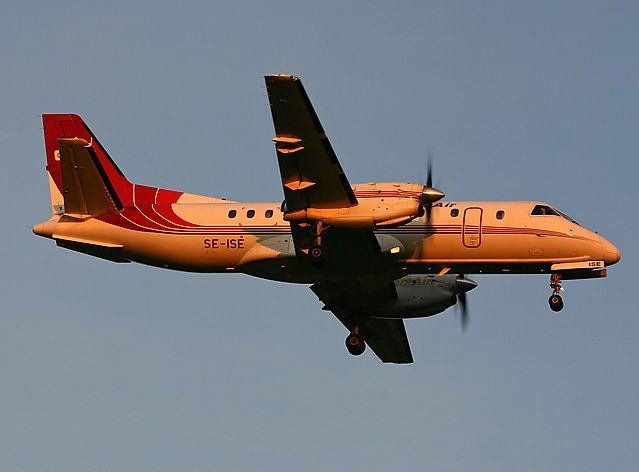
Un Saab 340 della Golden Air atterra all' aeroporto Helsinki-Vantaa

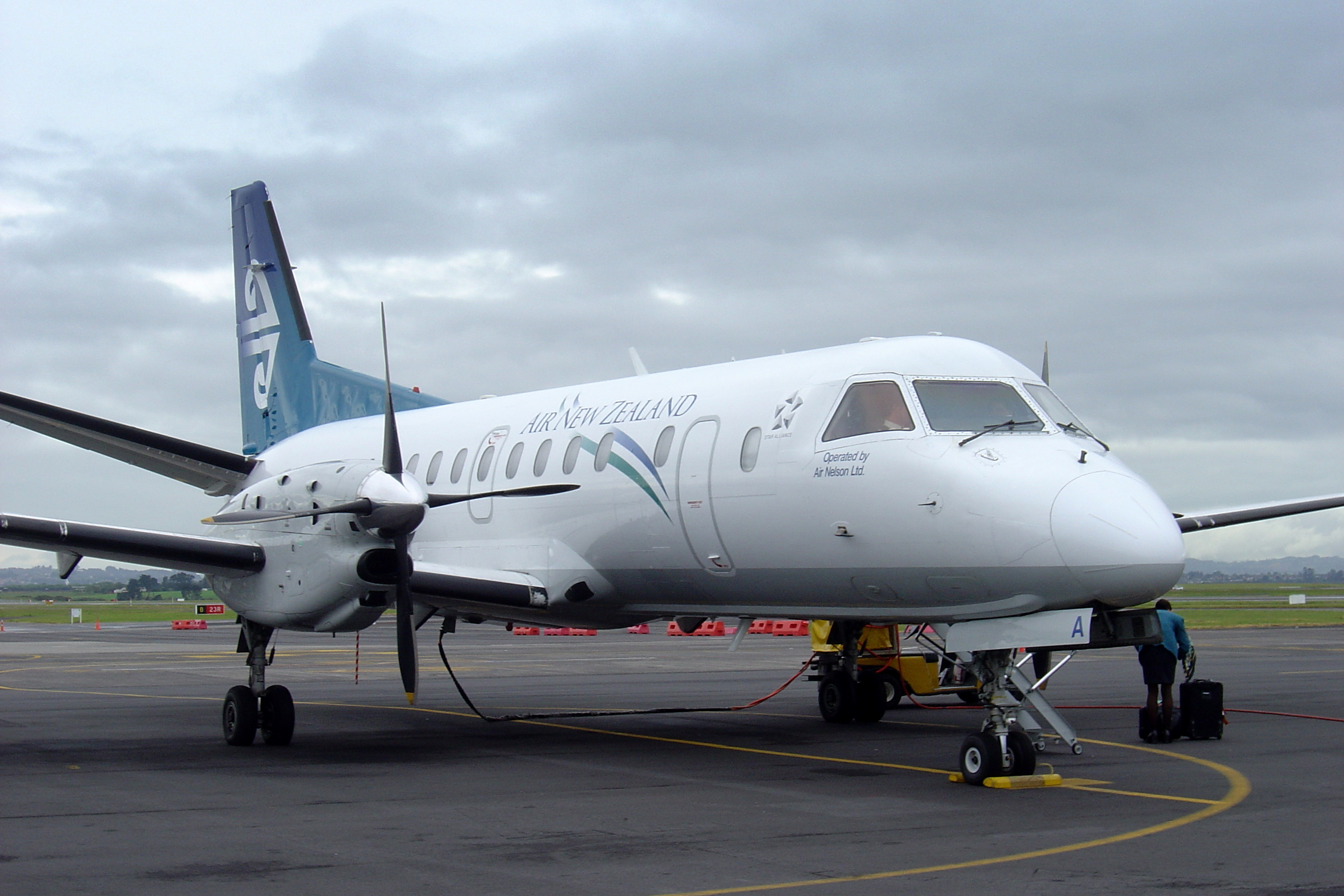
Un Saab 340 della Neozelandese Air Nelson

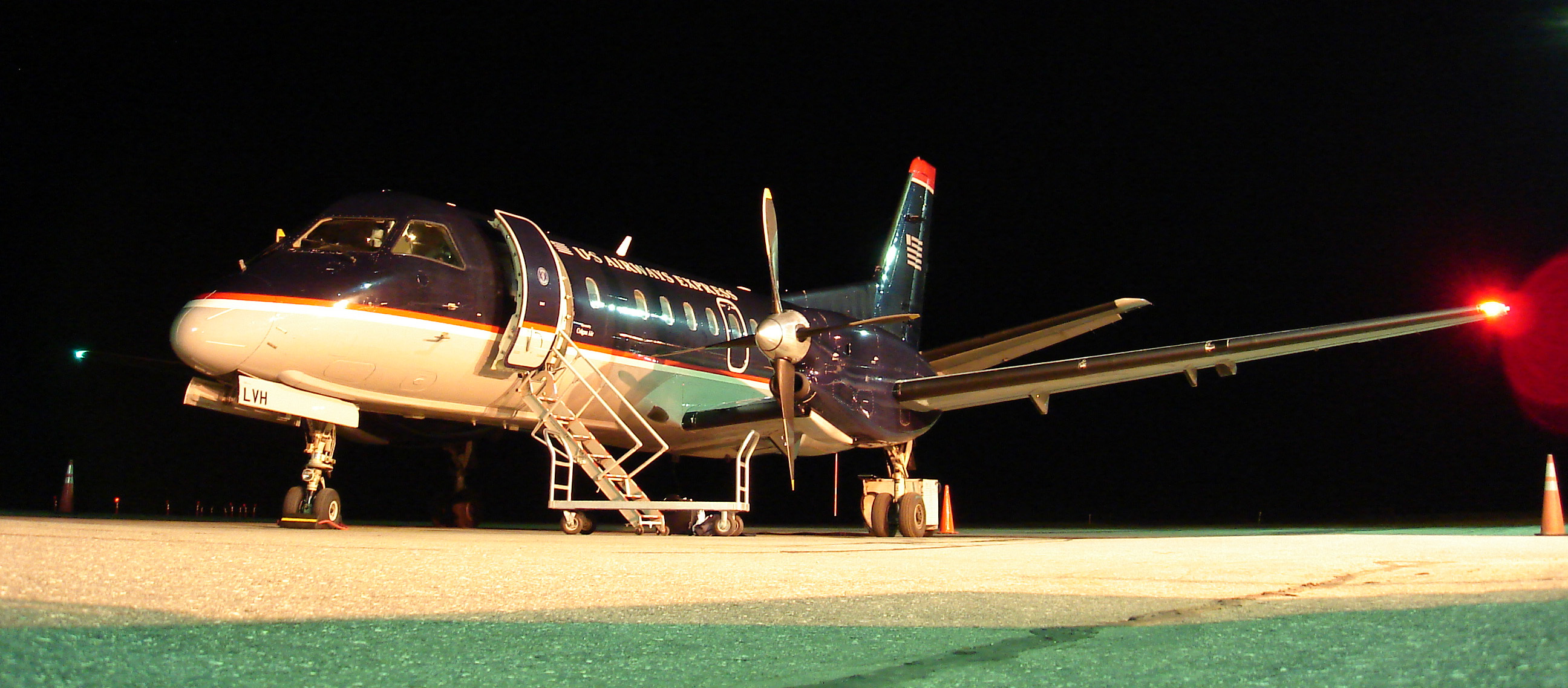
Una suggestiva immagine notturna del Saab 340 in livrea Colgan Air

- Calm Air

 Cina
- China Shandong Airlines

 Estonia
- Estonian Air

 Finlandia
- Air Botnia
- Air Åland

 Francia
- Air France
- Europe Continental Airways

 Giappone
- Hokkaido Air Systems
- Japan Air Commuter

 Italia
- Aeroitalia

 Regno Unito
- Aurigny Air Services
- British Midland Commuter
- Loganair

 Egitto
- Raslan Air Service

 Germania
- OLT

 Kenya
- Kenya Flamingo Airways

 Lituania
- Lithuanian Airlines

 Messico
- Aerolitoral

 Moldavia
- Moldavian Airlines

 Mongolia
- Eznis Airways

 Nuova Zelanda
- Air Nelson
- Air Rarotonga

 Nepal
- Cosmic Air

 Paesi Bassi
- KLM Cityhopper

 Portogallo
- Regional Lineas Aéreas

 Romania
- Carpatair

 Russia
- Polet Airlines

 Slovenia
- Solinair

 Stati Uniti
- American Eagle Airlines
- Business Express Airlines
- C&L Aerospace
- Colgan Air
- Chicago Express Airlines
- Chautauqua Airlines
- Cummins Diesel Aviation
- Express Airlines
- Mesaba Airlines
- Peninsula Airways
- Shuttle America / United Express

 Svezia
- Avitrans
- Golden Air

- Gotlandsflyg
- TAPSA Aviacion
- Highland Air
- Nordic Regional
- Maxair
- Skyways AB
- Stockholmsplanet

 Svizzera
- Crossair

 Taiwan
- Formosa Airlines

 Ungheria
- Fleet Air International

### Militari

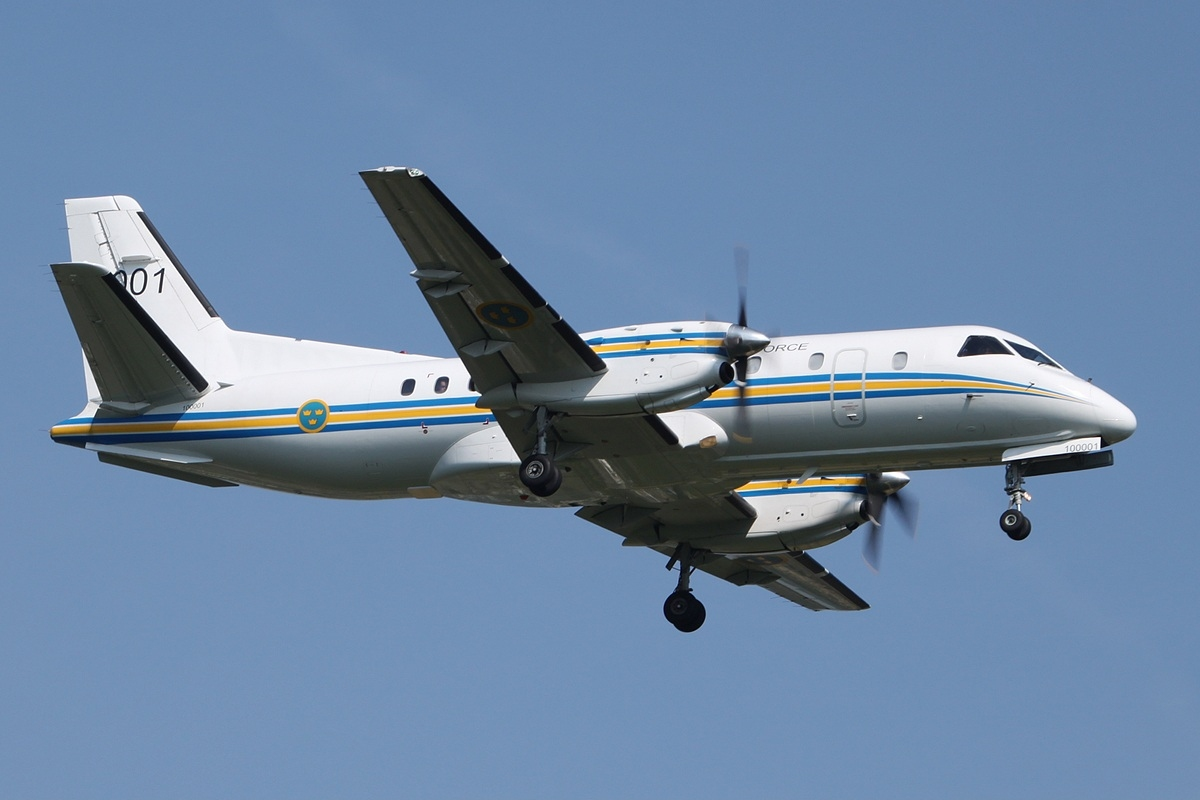
Saab 340B, Svenska Flygvapnet

Argentina
- Fuerza Aérea Argentina

3 Saab 340B consegnati nel 2009 e tutti in servizio all'ottobre 2019. Quattro esemplari in servizio al febbraio 2023, di cui uno acquistato nello stesso mese dalla società statunitense C&L Aerospace.
 Ecuador
- Fuerza Aérea Ecuatoriana

 Emirati Arabi Uniti
- Al-Imarat al-'Arabiyya al-Muttahida

2 Saab 340 consegnati a partire dal 2003, 1 in servizio all'ottobre 2019.
 Francia
- Armée de l'Air et de l'Espace

1 Saab 340B ISR equipaggiato della suite elettronica AGOMS (Air Ground Operational Management System) preso in leasing dalla CAE Aviation, dal 29 aprile 2024 fino all'arrivo di tre nuovi Falcon 8X Archange previsto tra il 2028 e il 2030.
 Giappone
- Guardia costiera giapponese

4 Saab 340B da pattugliamento marittimo e SAR consegnati a partire dal 28 luglio 1997.
 Svezia
- Svenska Flygvapnet

4 Saab 340 acquistati  partire dal 1990, due da trasporto VIP (TP-100A) e due da trasporto per il personale (TP-340B). 1 esemplare di ogni versione in servizio al novembre 2019.4 Saab 340 acquistati  partire dal 1990, due da trasporto VIP (TP-100A) e due da trasporto per il personale (TP-340B).
 Thailandia
- Kongthap Akat Thai

4 Saab 340 consegnati.

## Incidenti
Il Saab 340 si è dimostrato un aereo relativamente sicuro, gli incidenti registrati sono complessivamente solo 14